# 输出革命
输出革命是一个政治术语。指在本国革命之后，推动其他国族发动与本国革命性质相同的革命，常指社会主义国家引致其它国族通过暴力等手段建立“无产阶级专政”或“人民民主专政”的行为，也被用来描述其他意识形态的对外干涉，如伊斯兰革命（伊朗伊斯兰共和国）、资产阶级民主革命（法兰西第一帝国）以及阿拉伯复兴社会党的某些实践等。
例如苏联于1920年代至1950年代对以蒙古人民党和中国共产党为代表的东亚各国共产党的支援、中华人民共和国成立后于1960年代至1979年对东南亚（如越南共产党）和拉丁美洲共产党（如古巴共产党）等社会主义政权與组织的支援、以及越南民主共和国/越南社会主义共和国于1960年代至70年代对东南亚其他各国共产党（如巴特寮/老挝人民党、紅色高棉/高棉人民党、泰國共產黨、緬甸共產黨和菲律宾共产党等）与拉丁美洲其他共产党组织（如哥伦比亚革命武装力量）的支援等，不過這樣的國策自斯大林、胡志明和毛泽东去世后，赫鲁晓夫改革与鄧小平上台並實行改革開放且改善與西方國家（尤其是美国）的外交關係以及越共四大后黎笋全面掌权之后，苏联和越南分别于1960年代和1979年后正式停止对他国共产党在国际共产主义运动组织原则上的经济和军事支援，此后其对外援助全部因其与美国在全球范围争霸的利益以及在同中国的争端中扩张势力范围而定，逐步演变为实用主义和利己主义性质；而中国大陆政府则于1978年起正式停止对他国共产党的经济和军事支援，之后陆续撤回对东南亚共产党（除红色高棉外）的军事援助并关闭了设在中国大陆境内为东南亚各国共产党使用的训练营，也在1979年7月10日和1981年6月30日分别关闭了设立在云南磨憨的泰国人民之声电台和设立在湖南益阳的马来亚革命之声广播电台。而1993年柬埔寨大选后，柬埔寨王国成立并得到包括中国在内的国际社会承认，中国政府此后停止对红色高棉援助。
1985年苏共中央总书记戈尔巴乔夫上台并于翌年推动政治改革后，苏联政府逐步削减援助外国共产党组织和社会主义国家（如华约各国、蒙古、朝鲜、越南和古巴等国），直至1990年苏联彻底停止一切对外援助。在1978年中国停止输出革命以及1986年越共中央总书记黎笋去世后越南开始革新开放，两国相继陆续撤回对东南亚其他各国共产党的军事援助，曾经接受中国和越南援助的泰国共产党、马来亚共产党和北加里曼丹共产党相继向当局投降或销声匿迹，唯菲律宾共产党和缅甸共产党仍在继续活动。